# Isca Silurum
Koordinaten: 51° 36′ 38,3″ N, 2° 57′ 19,4″ W

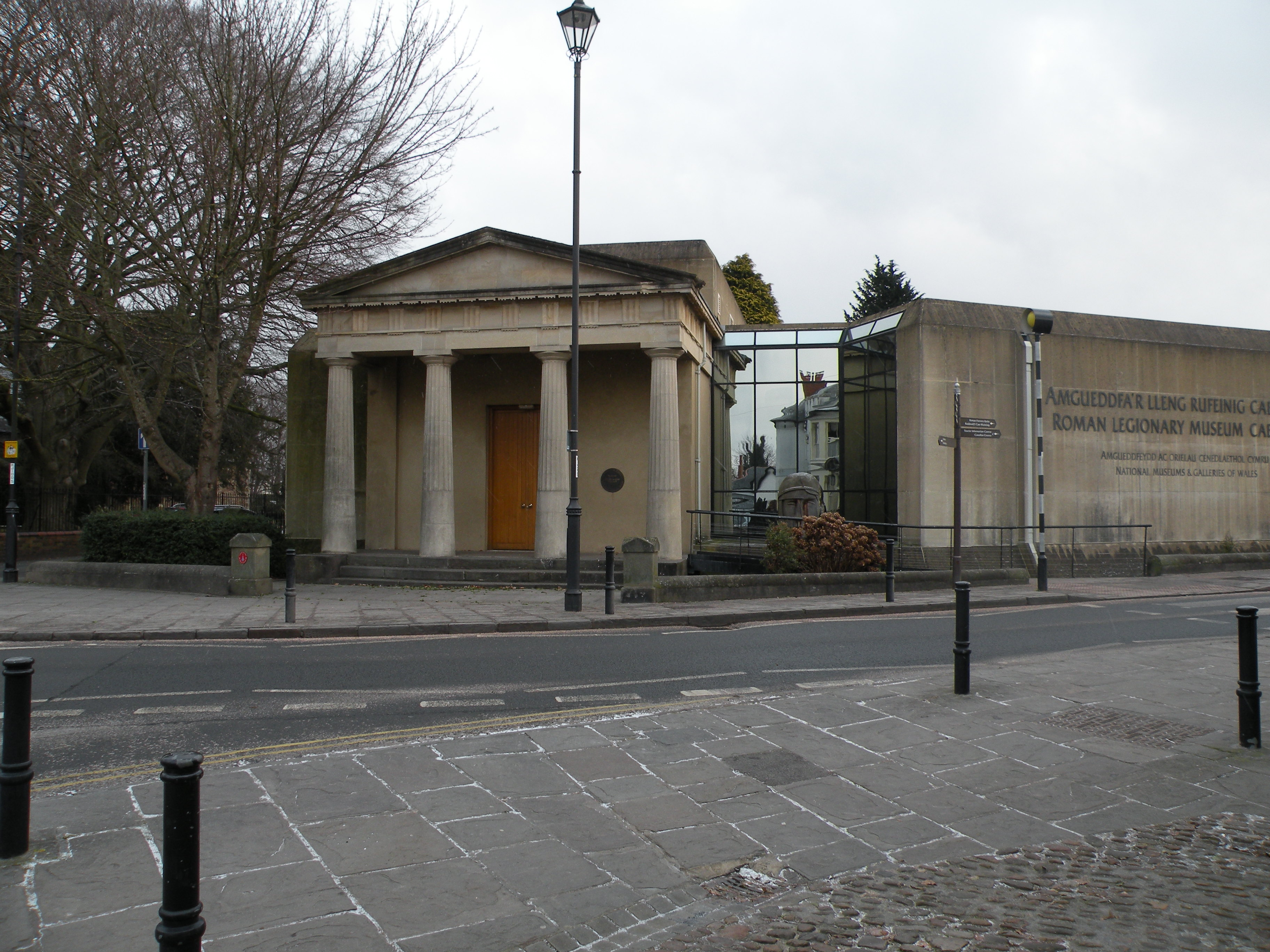
Römermuseum in Caerleon, Wales.

Isca Silurum, auch Isca Augusta, beim heutigen Caerleon gelegen, war ein römisches Legionslager auf der Britischen Insel. Es liegt im Südwesten von Wales an der Mündung des River Usk, 15 Kilometer südwestlich von Venta Silurum (Caerwent). Der römische Name Isca leitet sich von der gälischen Bezeichnung für Gewässer ab.
Mit einer Fläche von 20,5 ha gehört das Kastell Isca im Vergleich der kaiserzeitlichen Legionslager in den mittleren Bereich. Bei der Wahl des Standortes in der Mündung des Usk spielten vermutlich strategische Gründe eine Rolle. Ab 74/75 n. Chr. war Isca die Basis der Legio II Augusta. Der Platz war vor der Errichtung des Lagers vermutlich unbesiedelt. Vorrömische Befunde oder Funde, die vor 74/75 datieren, sind bislang nicht bekannt. Münzfunde mit Prägedaten bis 370 belegen eine – möglicherweise nur zivile – Kontinuität in Caerleon. Die Schlussmünze ist theodosianisch (388–395).
Bei seinen Ausgrabungen in den 1920er Jahren erkannte Sir Mortimer Wheeler, dass die römische Präsenz in Caerleon im 3. Jahrhundert endete. Das 4. Jahrhundert konnte bis heute nicht außerhalb der Umwehrung belegt werden.

## Forschungsgeschichte
Erste Erwähnung fanden die Ruinen von Caerleon, darunter das Badehaus, bereits 1188 bei Giraldus Cambrensis. Geoffrey von Monmouth identifizierte die Ruinen von Caerleon dagegen als Camelot des Königs Artus. 1405 berichtete ein französisches Expeditionscorps im Dienste Owein Glendowyrs von den Hinterlassenschaften des Amphitheaters. Es hielt die Ruine für die Runde Tafel des Königs Artus. Im 18. Jahrhundert gruben immer wieder Reisende und Gelehrte in der Gegend und fanden Scherben, Münzen und Ziegel mit Stempeln der LEG II AVG. 1850 baute John Edward Lee ein Museum, in dem die zahlreichen Funde gesammelt wurden. Die Mittel stammten von den ansässigen Bürgern. Lee gründete auch die Caerleon Antiquarian Association, die das Museum bis 1930 unterhielt. Heute ist das Roman Legionary Museum eines der sechs walisischen Nationalmuseen.
Im Jahre 1909 wurden erste archäologische Grabungen vorgenommen. Victor Nash-Williams (1897–1955) vom Walisischen Nationalmuseum begann im Jahre 1926 mit großflächigen Grabungen in den Baracken im Prysg Field. Mortimer Wheeler grub ab 1927 im Amphitheater, unter anderem mit Mitteln der Daily Mail. Seit 2007 ergräbt Andrew Gardner vom University College London Teile der Mannschaftsbaracken.

## Ausgewählte Bauten
In Isca Silurum werden drei Bauphasen unterschieden:
- Erste Phase: 74/75 n. Chr. bis 122 n. Chr. (Holz-Erde-Kastell)
- Zweite Phase: 122 bis 196 n. Chr.
- Dritte Phase: 196 bis 293 n. Chr.

### Principia

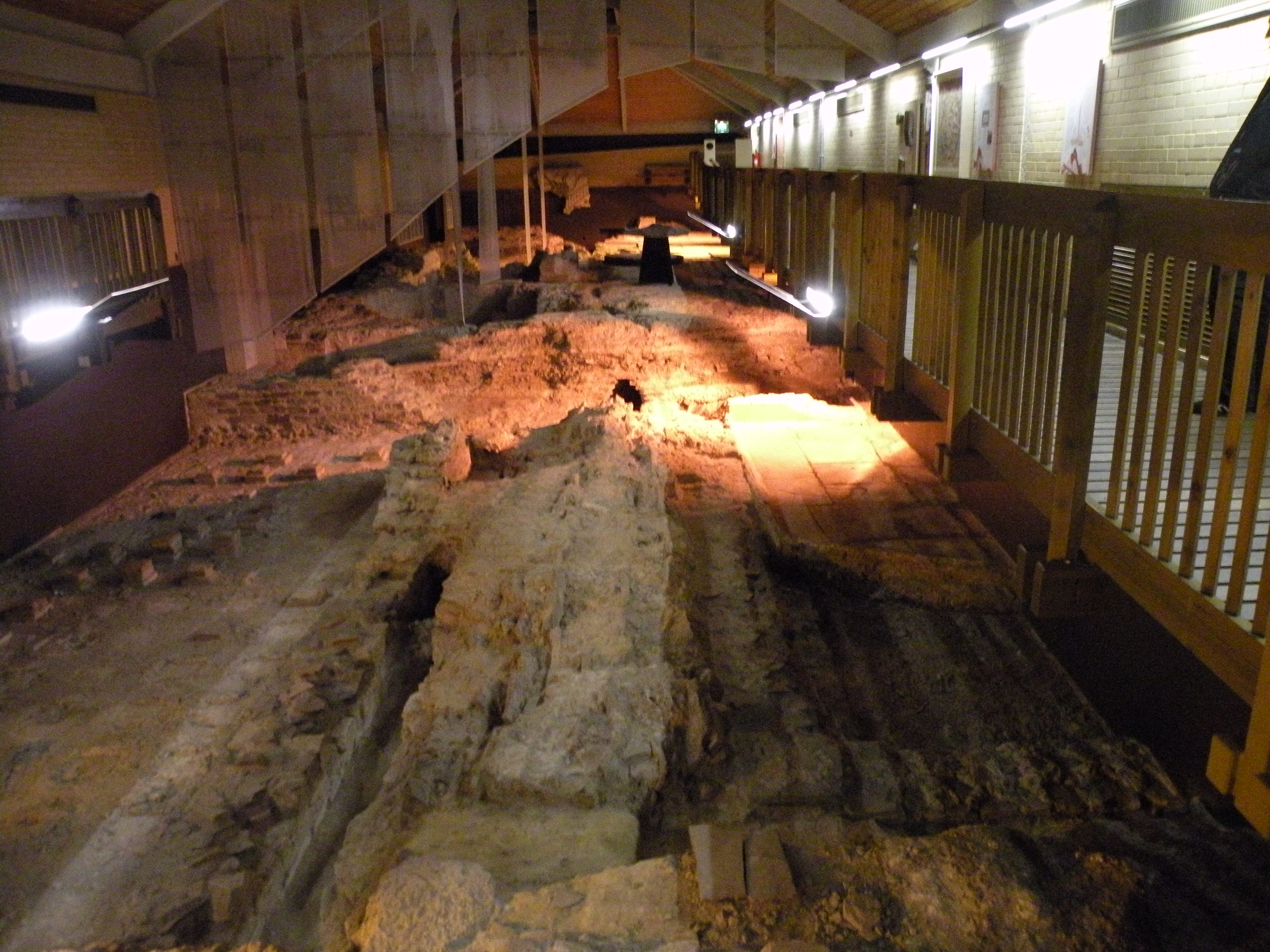
Fundamente der Principia.

Die principia des Legionslagers wurden nie vollendet. Ihre basilica hat eine Länge von 64,5 Meter und ist 25 Meter breit. Im archäologischen Befund fallen massive Säulenfundamente auf. Von den eigentlichen Säulen finden sich jedoch keine Spuren. Entweder waren diese nie vorhanden oder sie wurden nach Aufgabe des Lagers anderweitig verbaut. Das Legionsheiligtum (aedes) wurde bereits in einer frühen Phase fertiggestellt.

### Contubernia/Centuria
Bemerkenswert gut erhalten sind die Fundamente von Mannschaftsbaracken (contubernia) im Westteil des ergrabenen Legionslagers. Sie wurden von Nash-Williams ausgegraben und teilweise rekonstruiert. Jedes contubernium ist etwa 74 Meter lang und 11,5 Meter breit. Latrinen und Waschräume sind gut identifizierbar. Jede einzelne Baracke bot Platz für acht Mann. Die centuria war geräumiger und enthielt, neben dem Wohnraum des Centurio, eine Dienststube.

### Valetudinarium
Der Sanitätsbereich des Lagers (valetudinarium) belegt eine Fläche von etwa 70 m². Dieser Teil wurde bislang kaum ergraben.

### Therme

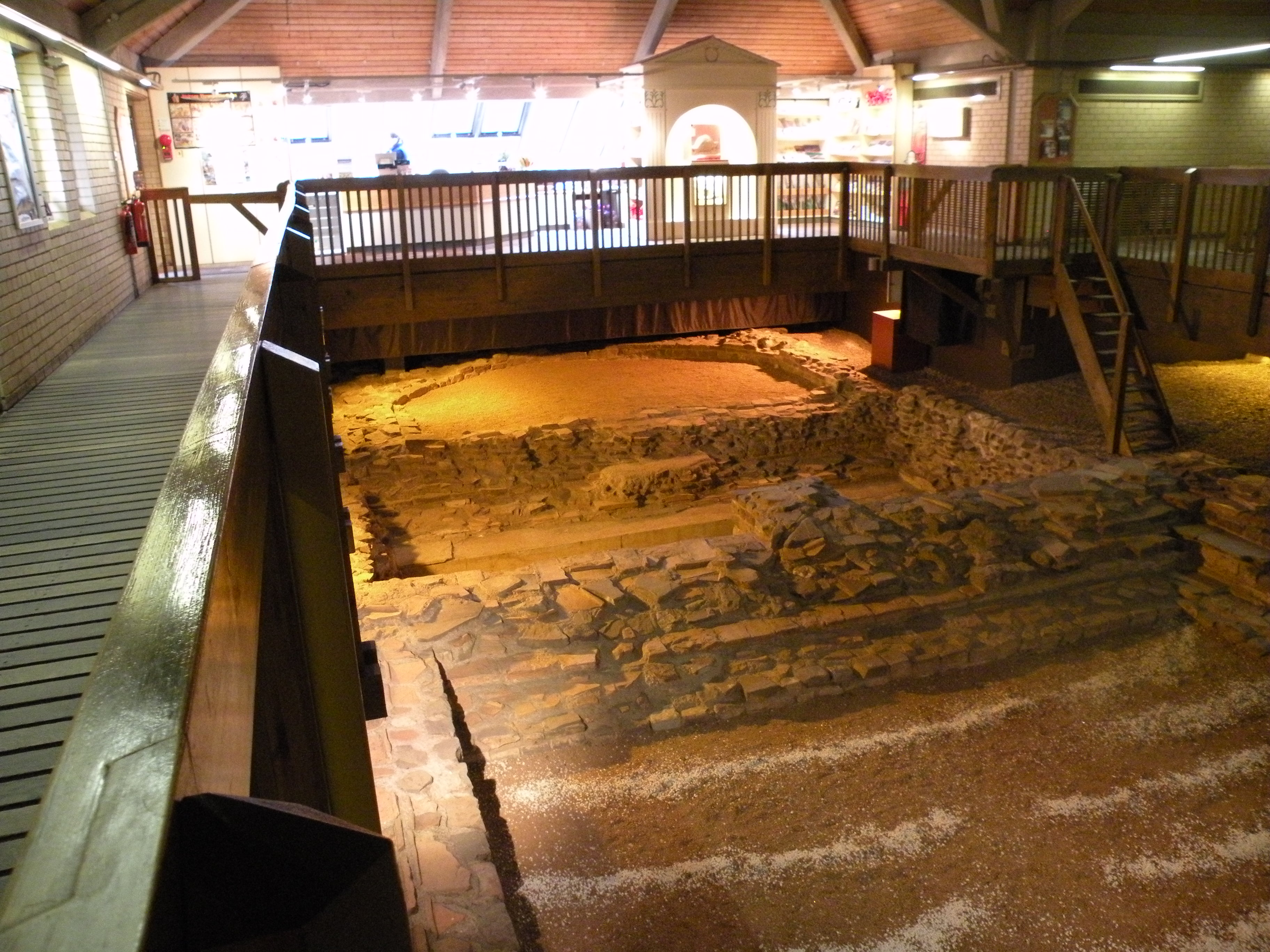
Thermenmuseum von Caerleon.

Die Thermenanlage innerhalb des Lagers wurde in einer frühen Bauphase errichtet. Eine Münze aus diesem Bereich gibt einen terminus post quem 77–78 n. Chr. Das Kerngebäude misst 47 × 21,5 Meter. Jede Halle (caldarium, tepidarium, frigidarium) umspannt 40 römische Fuß (11,8 m). Belegt sind zwei Bauphasen aus flavischer Zeit. In der zweiten Phase wurde eine Basilika hinzugefügt. Die überdachte Basilica war 64,5 × 24 Meter groß und hatte eine Verbindung mit der via principalis. Sie wurde nie vollendet. Aus dem Bereich der Lagertherme stammen viele der schönsten Funde aus Caerleon, darunter 88 Gemmen (von Ringen) aus dem Abfluss des frigidariums. Schmuck und Milchzähne belegen, dass auch Frauen und Kinder Zugang hatten. Das Bad ist teilweise mit einem Schutzbau gesichert ist und dient als Museum.

### Amphitheater

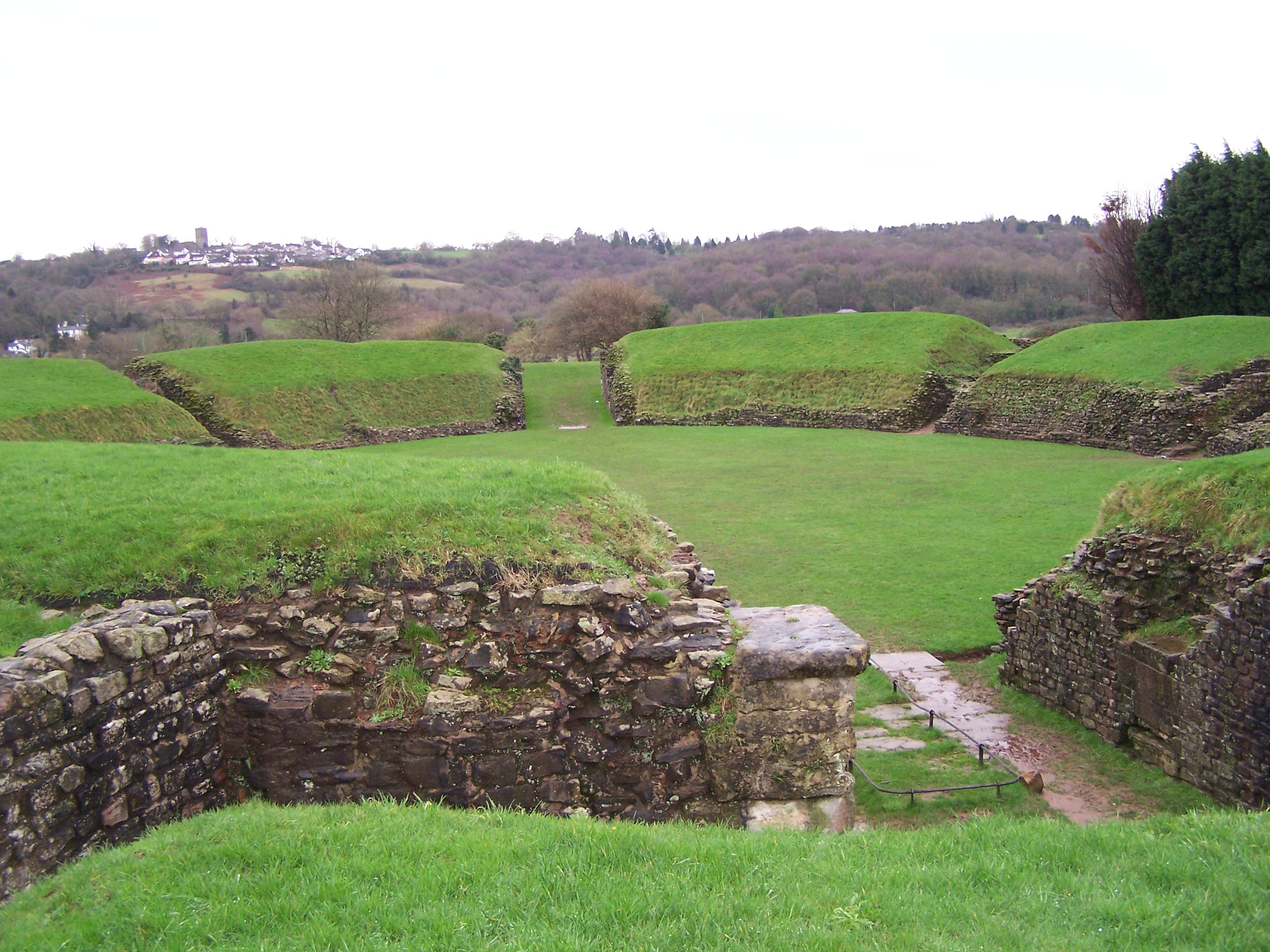
Überreste des Amphitheaters von Isca Silurum. Blick entlang des cardus.

Westlich des Lagers befindet sich das Amphitheater. Victor Nash-Williams konnte bei Ausgrabungen ab 1926 feststellen, dass das Amphitheater etwa im Jahre 90 n. Chr. gebaut worden war. Später wurde es zweimal umgebaut, im frühen 2. Jahrhundert und etwa hundert Jahre später. Die Arena hat acht Eingänge und fasste etwa 6000 Zuschauer. Die weitläufigen Kasernen wurden ebenfalls von Nash-Williams freigelegt und teilweise rekonstruiert. Das Bauwerk hat acht Eingänge und misst 86 × 63 Meter. Der cardus, die kurze Achse des Theaters, hat eine Länge von 41,3 Meter (140 römische Fuß). Der estuarine Sandboden im Innenraum wurde mittels einer Drainage trockengelegt. Im Amphitheater wurden Tegulae mit einem Antoniana-Stempel verbaut. Dies spricht für eine Renovierung der Anlage nach 213 n. Chr. Es wurde wegen seiner ovalen Form als „König Arthurs Tafelrunde“ bezeichnet.

## Lageraußenbereich
Nahe dem Legionslager befindet sich der vicus Bullmore. Zum vicus gehört ein eigenes Gräberfeld aus dem 2. und 3. Jahrhundert. Hier fand sich ein Sarkophag, der mit Steinplatten aus der Lagertherme gebaut worden war.
Weitläufige quadratische Erdwerke bei Llandrindod, rund 90 km von Caerleon entfernt, sind ebenfalls dem Legionslager zuzuordnen. Hierbei handelt es sich möglicherweise um einen Manöverplatz.

## Denkmalschutz
Der Bereich des Lagers ist ein Bodendenkmal. Nachforschungen und gezieltes Sammeln von Funden sind genehmigungspflichtig, Zufallsfunde sind an die Denkmalbehörden (CADWR) zu melden.